# Distrito Escolar Independiente de Pasadena

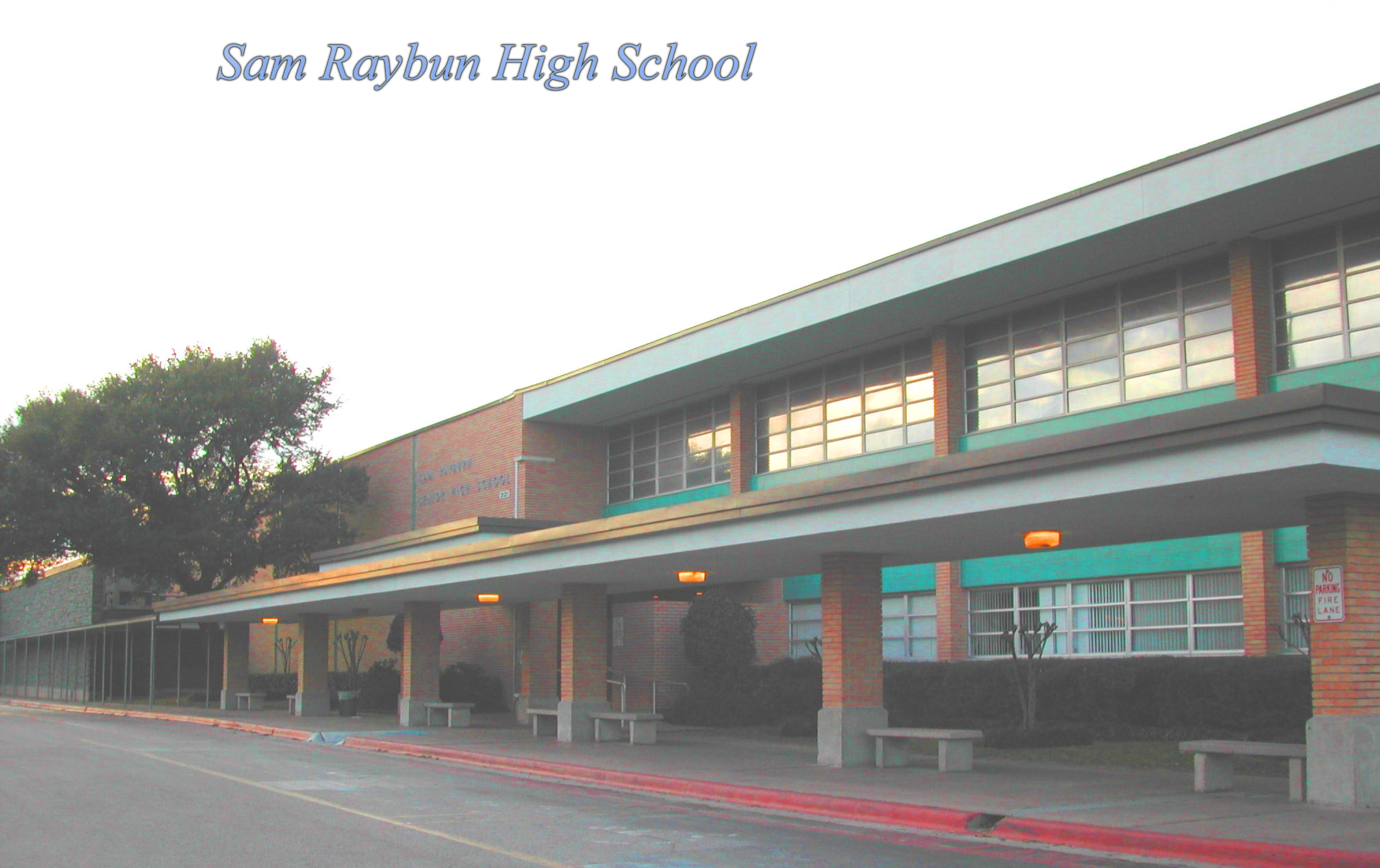
Sam Rayburn High School

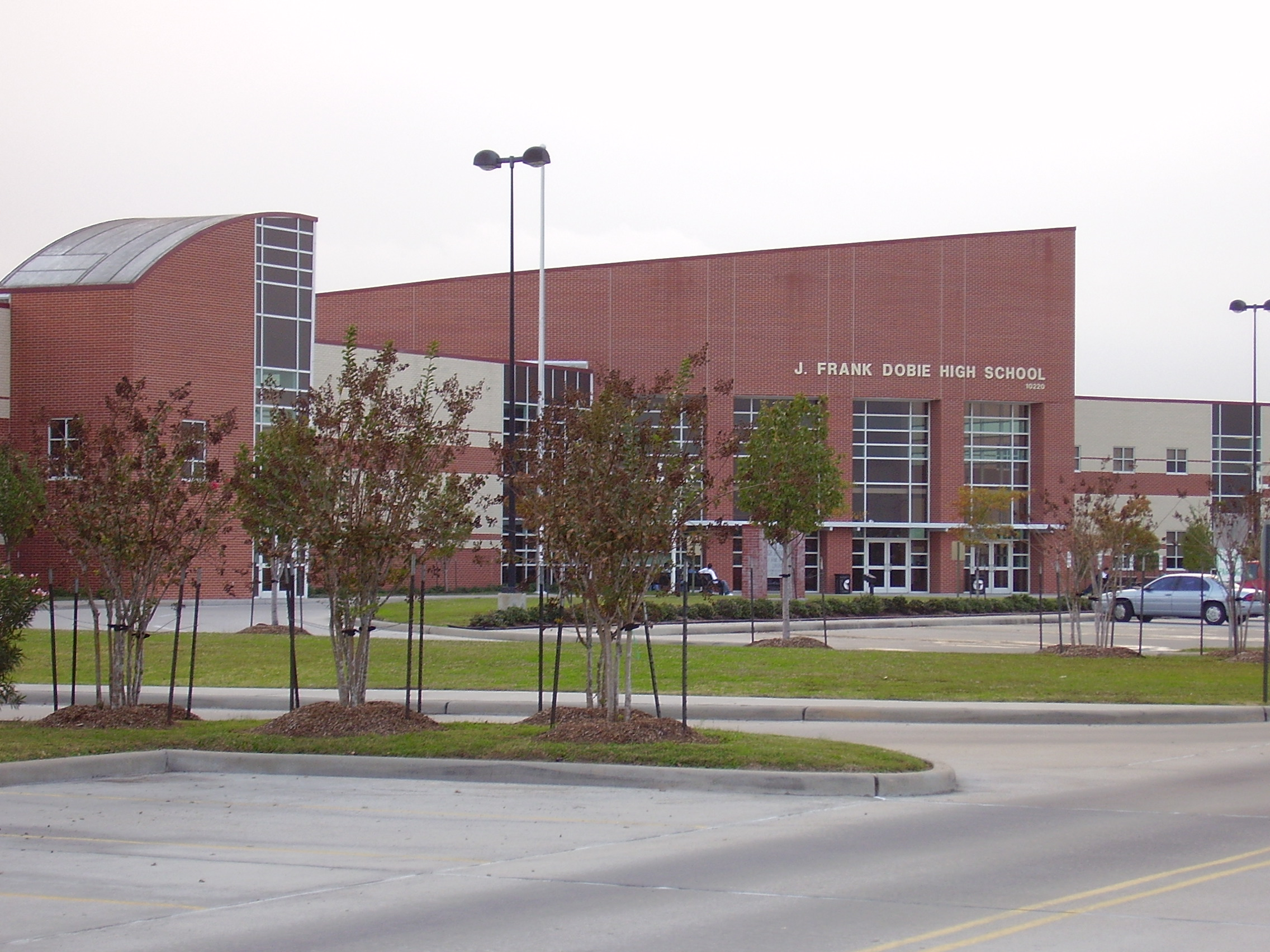
Dobie High School

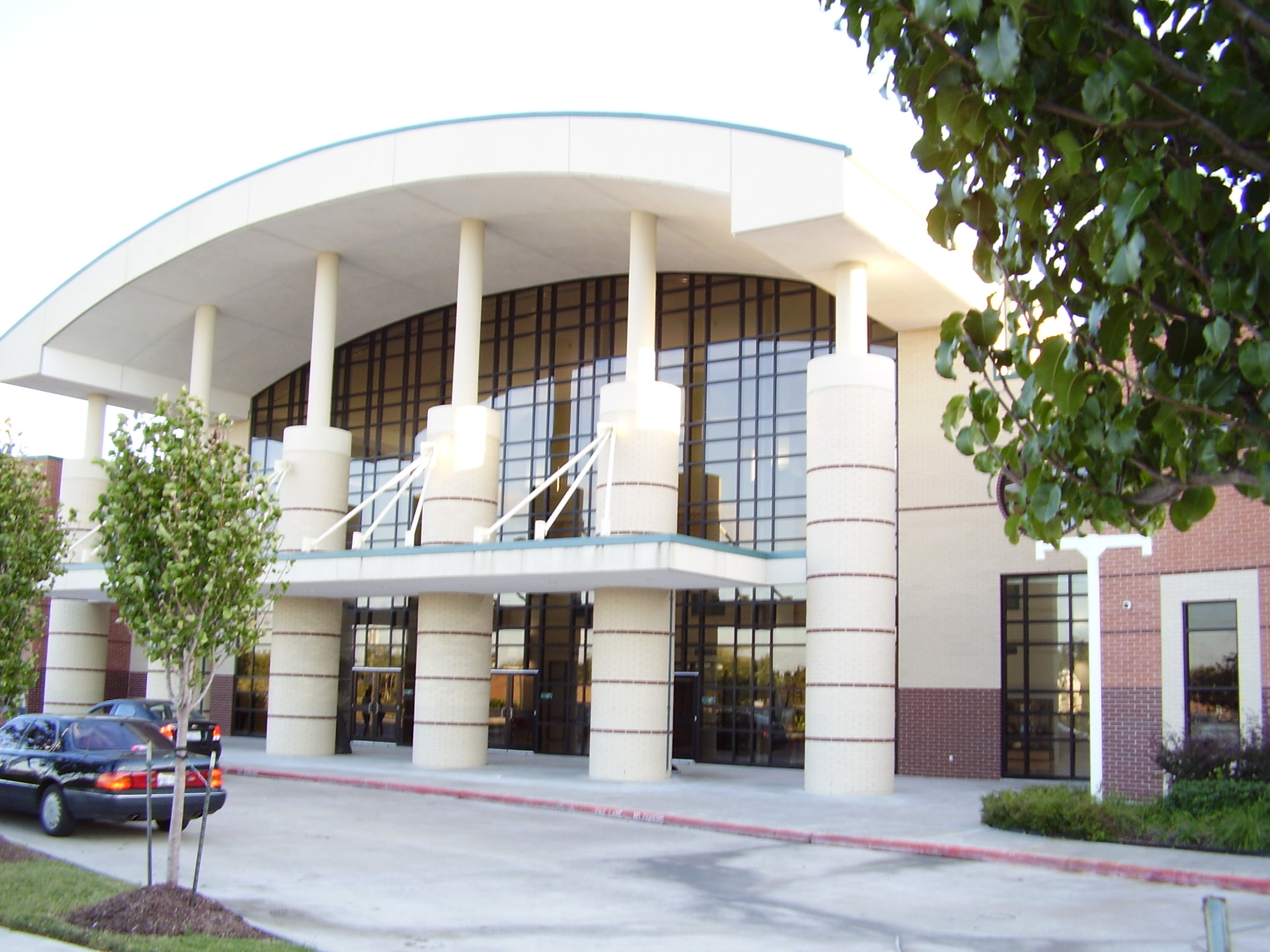
Pasadena Memorial High School

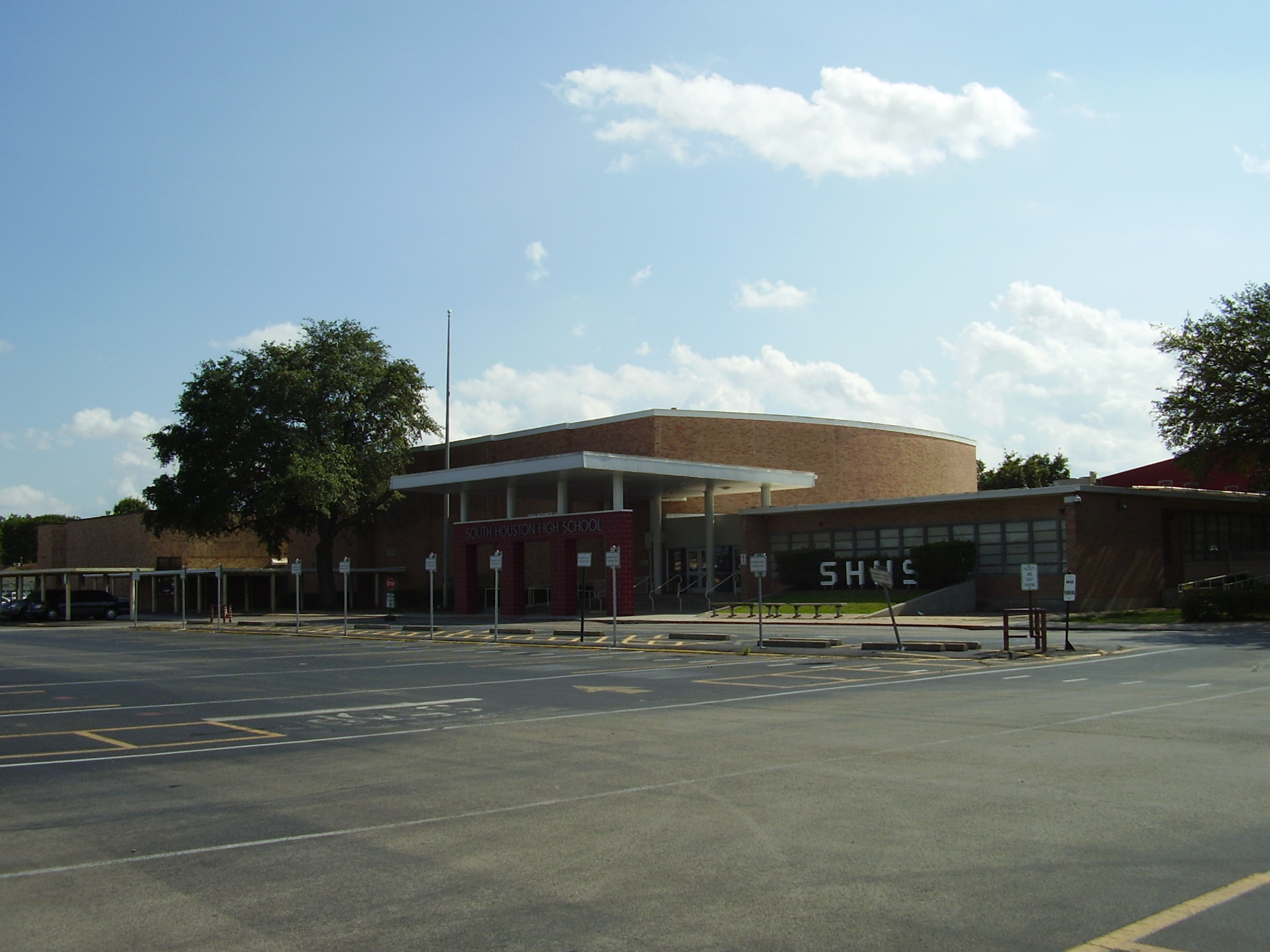
South Houston High School

El Distrito Escolar Independiente de Pasadena (Pasadena Independent School District o PISD en inglés) es el distrito escolar del estado de Texas, Estados Unidos. Su sede está en Pasadena. Gestiona escuelas en Pasadena, Houston, y South Houston.

## Escuelas

### Escuelas secundarias
- J. Frank Dobie High School (EN)
- Pasadena High School (EN)
- Pasadena Memorial High School (EN)
- Sam Rayburn High School (EN)
- South Houston High School (EN)